# De Havilland Gipsy Queen
Der de Havilland Gipsy Queen ist ein Sechszylinderreihenmotor des britischen Herstellers de Havilland Aircraft Company. Er wurde auf Basis des de Havilland Gipsy Six für den Einsatz in militärischen Flugzeugen entwickelt. Die Motoren wurden zwischen 1936 und 1950 gebaut und werden heute noch in Oldtimerflugzeugen von de Havilland betrieben.

## Versionen

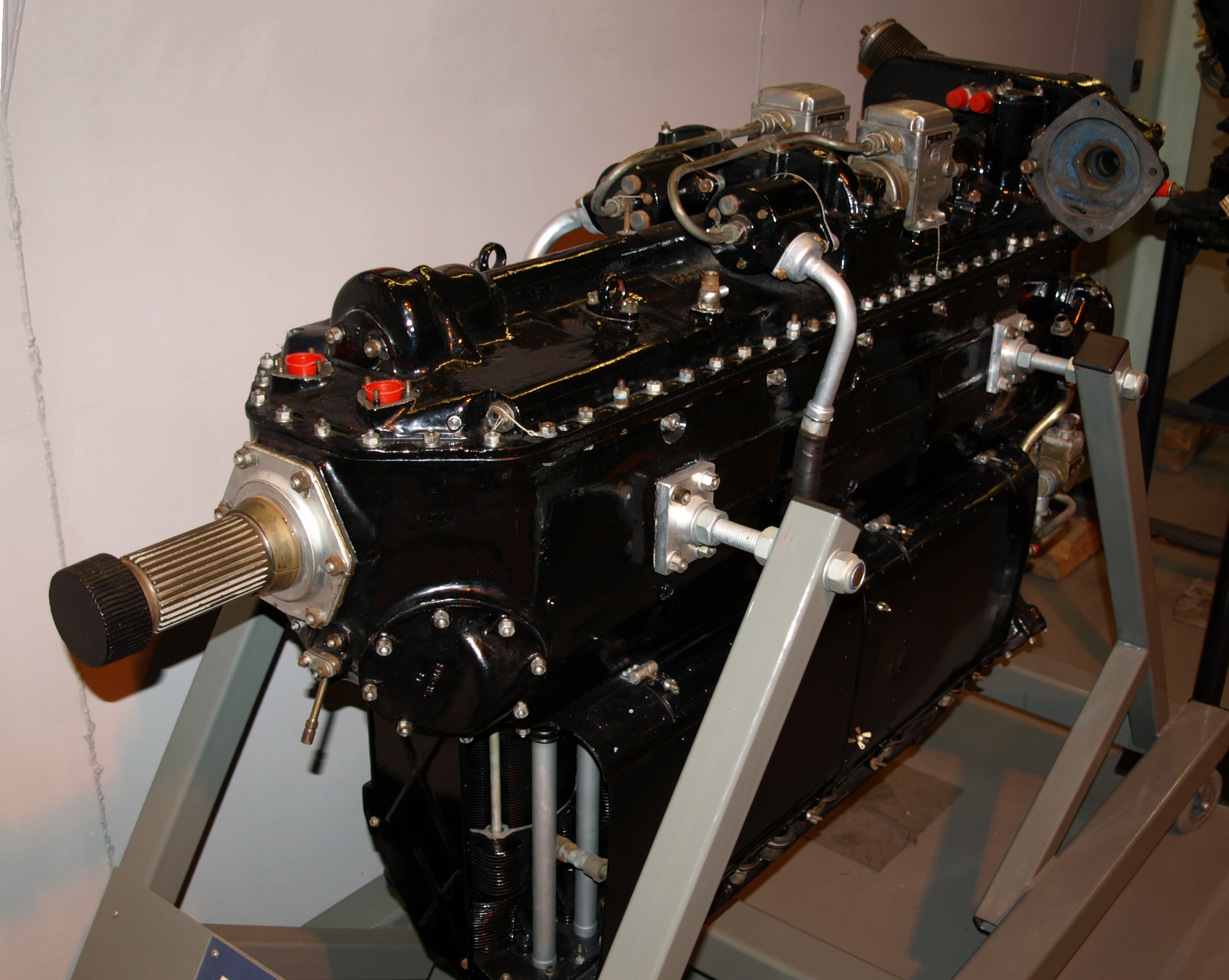
de Havilland Gipsy Queen 30, ausgestellt im Fleet Air Arm Museum

Gipsy Queen I
Militärische Version des Gipsy Six II mit einer Nennleistung von 205 PS (151 kW); Keilkurbelwelle mit starrem Propeller; entwickelt 1936; sehr wenige Exemplare gebaut
Gipsy Queen II
Militärische Version des Gipsy Six II mit einer Leistung von 210 PS (154 kW); verstärktes Kurbelgehäuse; Keilkurbelwelle mit Verstellpropeller; entwickelt 1936
Gipsy Queen III
Militärische Version des Gipsy Six mit einer Leistung von 200 PS (147 kW); verstärktes Kurbelgehäuse; konische Kurbelwelle für Starrpropeller; entwickelt 1940; 1358 gebaute Exemplare. Die meisten Exemplare waren mit einem sehr einfachen Motordeckel ohne jegliche Hilfsantriebe ausgerüstet.
Gipsy Queen IV
Mechanisch aufgeladene Version mit der Bezeichnung Gipsy Queen IIIS, ab Juni 1944 Gipsy Queen 50; entwickelt 1941. Nur wenige Exemplare wurden gebaut. Dieser Motor wurde umfangreich beworben, ging jedoch nie in Serienfertigung, da er von dem vollständig neu entwickelten Queen 30 abgelöst wurde.

### Motoren mit einem Hubraum von 10.180 cm³
Gipsy Queen 30
Leistung 240 PS (177 kW); entwickelt 1946; 1762 Exemplare gebaut
Gipsy Queen 30-2
Leistung 240 PS (177 kW); entwickelt 1946
Gipsy Queen 30-3
Leistung 240 PS (177 kW); entwickelt 1946
Gipsy Queen 30-4
Leistung 240 PS (177 kW); entwickelt 1946
Gipsy Queen 32
Leistung 240 PS (177 kW); entwickelt 1946
Gipsy Queen 33
Pusherversion des Gipsy Queen 30
Gipsy Queen 50
Leistung 295 PS (217 kW); mechanische aufgeladen; entwickelt 1944; 14 gebaute Exemplare
Gipsy Queen 51
wie Gipsy Queen 50
Gipsy Queen 70-1
Mechanische Aufladung mit Propellergetriebe; 1889 Exemplare gebaut
Gipsy Queen 70-2
Leistung 380 PS (279 kW); Mechanische Aufladung mit Propellergetriebe
Gipsy Queen 70-3
Leistung 380 PS (279 kW); Mechanische Aufladung mit Propellergetriebe
Gipsy Queen 70-4
Leistung 340 PS (250 kW); Mechanische Aufladung mit Propellergetriebe
Gipsy Queen 71
Leistung 330 PS (243 kW); Mechanische Aufladung mit Propellergetriebe; entwickelt 1950

## Verwendung

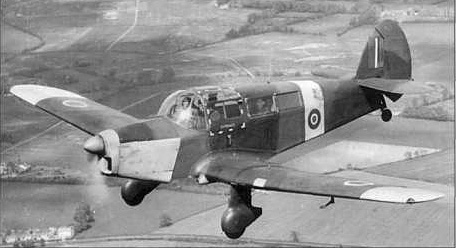
Percival Proctor

- Breda Ba.44
- Cierva W.9
- Fiat G.46 bis and G.46-2
- de Havilland Dove
- de Havilland Dragon Rapide
- de Havilland Heron
- Handley Page Marathon
- Heston A.2/45
- Miles Mentor
- Miles Merchantman
- Parnall Heck
- Parnall 382
- Percival Merganser
- Percival Prentice
- Percival Proctor
- Planet Satellite
- Scottish Aviation Pioneer
- Short Sealand
- Youngman-Baynes High Lift

## Erhaltene Exemplare
Von den elf gebauten, im Vereinigten Königreich registrierten de Havilland DH.104 Dove, die von einem Gipsy Queen angetrieben wurden, waren im Jahr 2011 nur noch zwei Exemplare lufttüchtig. Die von einem Gipsy Queen II angetriebene Percival Mew Gull mit dem Kennzeichen G-AEXF befindet sich im Besitz der Shuttleworth Collection in Old Warden und wird regelmäßig auf Luftfahrtschauen geflogen.
Des Weiteren sind in den folgenden Museen verschiedene Exemplare ausgestellt:
- Australian National Aviation Museum (Queen 30)
- de Havilland Aircraft Heritage Centre
- Evergreen Aviation & Space Museum (Queen 70 Mk.2)
- Fleet Air Arm Museum auf der RNAS Yeovilton
- Museo Nacional de Aeronáutica de Argentina (Queen 70-3)
- Royal Air Force Museum Cosford
- Imperial War Museum Duxford
- Montrose Air Station Heritage Centre
- RAFFA Aviation Museum in Perth